# Езерото
Вижте пояснителната страница за други значения на Езерото.
Èзерото е село в Северна България, Община Габрово, област Габрово.

## География
Село Езерото се намира на около 13 km юг-югоизточно от центъра на град Габрово. Разположено е в северните разклонения на Шипченската планина, по западен долинен склон в горното течение на река Сивяк – ляв приток на Янтра, на около 400 m западно и около 70 – 80 m по-високо от реката. Къщите са предимно кирпичени, малки и схлупени. В източния край на селото надморската височина е около 816 – 818 m, а в югозападния достига до 835 m. На около 4 km запад-югозападно от Езерото е връх Свети Никола, а на около 4 km югоизточно – връх Хаджи Димитър. Селото е малко и има чиста природа. Югоизточно край него има нещо като езеро – вътре има върби, тръстика и жаби. Образува го и го поддържа оттичащата се вода от чешмата в селото, което дължи името си на това езеро.
Общинският път до село Езерото излиза от Габрово на юг покрай Етнографския музей на открито „Етър“, минава през село Чарково, при бившата барутна фабрика Еловица завива вляво покрай реката и след село Поток при разклона продължава по дясното неасфалтирано разклонение към Езерото.
Населението на село Езерото, наброявало 73 души при преброяването към 1934 г. и 77 към 1946 г., намалява до 4 към 1992 г. и след колебания в числеността през следващите години наброява трима души (по текущата демографска статистика за населението) към 2019 г.

## История
През 1971 г. село Езерото е закрито и присъединено към Габрово. През 1981 г. селото е отделено от град Габрово и възстановено.
Според местни предания тук са се криели българите от турците по време на Руско-турската война и е възрожденско селище.

## Население
Преброяване на населението през 2011 г.
Численост и дял на етническите групи според преброяването на населението през 2011 г.:
|                     | Численост | Дял (в %) |
| Общо                | 2         | 100,00    |
| Българи             | 0         | 0,00      |
| Турци               | 0         | 0,00      |
| Цигани              | 0         | 0,00      |
| Други               | 0         | 0,00      |
| Не се самоопределят | 0         | 0,00      |
| Неотговорили        | 0         | 0,00      |

## Културни и природни забележителности
Село Езерото към 2020 г. е в обхвата на Природен парк „Българка“.
Билките, диворастящите плодове, горските ягоди, широколистните гори и високопланинското езеро са част от живописната природа.
На 2 km южно от селото се намира Заслона. Той представлява беседка и къщичка. Вътре в нея има карти и снимки свързани със с. Езерото и околността.
Прекрасно място за еднодневен туризъм от Габрово. От селото за около 2 ч. и 30 мин. по слабо маркирана пътека може да се стигне до връх Св. Никола.

## Други
Тук са сеели житни култури в нивите, които сега са изоставени и обрасли. Сега се сеят плодове, зеленчуци и царевица.